# Скляренко, Оксана Сергеевна
Окса́на Серге́евна Скляре́нко (укр. Оксана Сергіївна Скляренко; род. 4 мая 1981, Новомосковск, Днепропетровская область) — украинская легкоатлетка, специалистка по бегу на длинные дистанции, кроссу и марафону. Выступала на профессиональном уровне в 2002—2009 годах, чемпионка Украины в дисциплине 10 000 метров, участница летних Олимпийских игр в Пекине.

## Биография
Оксана Скляренко родилась 4 мая 1981 года в городе Новомосковске Днепропетровской области Украинской ССР.
Впервые заявила о себе на международном уровне в сезоне 2002 года, когда вошла в состав украинской сборной и выступила на чемпионате Европы по кроссу в Медулине, где заняла итоговое 69-е место.
В 2003 году на молодёжном европейском первенстве в Быдгоще стала восьмой в беге на 5000 метров и шестой в беге на 10 000 метров.
В 2004 году в дисциплине 5000 метров выиграла бронзовую медаль на чемпионате Украины в Ялте.
В 2005 году в дисциплине 10 000 метров взяла бронзу на чемпионате Украины в Киеве, с личным рекордом 1:17:05 финишировала девятой на полумарафоне в Удине.
В 2006 году среди прочего выиграла чемпионат Украины в Киеве на дистанции 10 000 метров, с результатом 2:41:40 заняла 12-е место на Стамбульском марафоне.
В 2007 году показала 11-й результат на Франкфуртском марафоне (2:37:24).
На чемпионате Украины 2008 года в Киеве завоевала серебряную награду в беге на 10 000 метров. Финишировала третьей на Туринском марафоне, установив при этом личный рекорд на марафонской дистанции — 2:36:14. Благодаря этим успешным выступлениям удостоилась права защищать честь страны на летних Олимпийских играх в Пекине — в программе марафона показала время 2:55:39, расположившись в итоговом протоколе соревнований на последней 69-й строке. Кроме того, в этом сезоне заняла 48-е место на чемпионате мира по полумарафону в Рио-де-Жанейро.
На Туринском марафоне 2009 года с результатом 2:39:38 пришла к финишу пятой. По окончании сезона завершила спортивную карьеру.